# Cambio climático en Sudáfrica

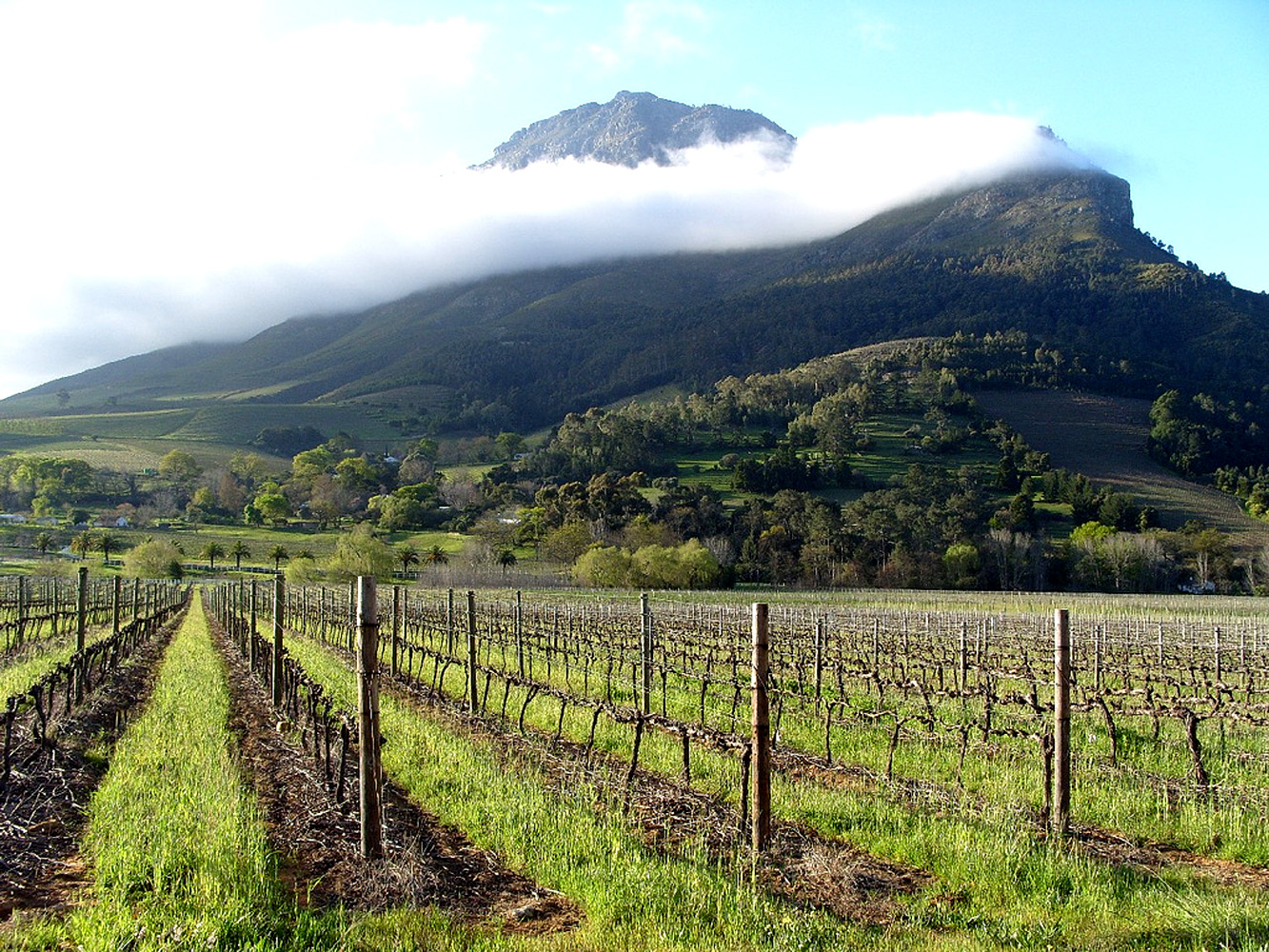
El cambio climático afectará la agricultura en Sudáfrica (viñas en espaldera en Stellenbosch)

El cambio climático en Sudáfrica está provocando un aumento de las temperaturas y la variabilidad de las precipitaciones. La evidencia muestra que los fenómenos meteorológicos extremos se están volviendo más frecuentes debido al cambio climático. Esta es una preocupación fundamental para los sudafricanos, ya que el cambio climático afectará el estado general y el bienestar del país, por ejemplo, en lo que respecta a los recursos hídricos. Al igual que en muchas otras partes del mundo, la investigación climática mostró que el verdadero desafío en Sudáfrica estaba más relacionado con los problemas ambientales que con los de desarrollo. El efecto más severo estará dirigido al suministro de agua, que tiene enormes efectos en el sector agrícola. Los rápidos cambios ambientales están generando efectos claros en la comunidad y el nivel ambiental en diferentes formas y aspectos: desde la calidad del aire, la temperatura y los patrones climáticos, hasta la seguridad alimentaria y la carga de enfermedades.
Los diversos efectos esperados del cambio climático en las comunidades rurales son las sequías, el agotamiento de los recursos hídricos y la biodiversidad, la erosión del suelo, la disminución de las economías de subsistencia y el cese de las actividades culturales.
Sudáfrica aporta considerables emisiones de CO2, siendo el decimocuarto mayor emisor de CO2. Por encima del promedio mundial, Sudáfrica generó 9.5 toneladas de emisiones de CO2 per cápita en 2015. Esto se debe en gran parte a que su sistema energético depende en gran medida del carbón y el petróleo. Como parte de sus compromisos internacionales, Sudáfrica se ha comprometido a alcanzar niveles máximos de emisiones entre 2020 y 2025.

## Emisiones de gases de efecto invernadero
Sudáfrica es el decimocuarto emisor de gases de efecto invernadero (GEI) del mundo.

### Sector energético
Sudáfrica tiene un gran sector energético, siendo la segunda economía más grande de África. El país consumió 227 TWh de electricidad en 2018. La mayor parte de la electricidad de Sudáfrica se produjo a partir del carbón, y este combustible fue responsable del 88 % de la producción en 2017. Sudáfrica es el séptimo productor de carbón del mundo. En julio de 2018, Sudáfrica tenía una capacidad de generación de energía de carbón de 39 gigawatts (GW). Sudáfrica planea alejarse del carbón en el sector eléctrico; el país apunta a desmantelar 34 GW de capacidad de energía derivada de la quema de carbón para 2050. También apunta a construir al menos 20 GW de capacidad de generación de energía renovable para 2030. Sudáfrica tiene como objetivo generar 77.83 GW de electricidad para 2030, con nueva capacidad proveniente de fuentes renovables para cumplir los objetivos de reducción de emisiones.

#### Energía renovable
El sector de la energía renovable en Sudáfrica es un componente importante de los regímenes energéticos globales debido a la innovación y los avances del país en las energías renovables. La contribución de Sudáfrica a las emisiones de gases de efecto invernadero se clasifica como moderada y su tasa de emisión per cápita es más alta que el promedio mundial. Se espera que la demanda de energía dentro del país aumente de manera constante y se duplique para 2025.

### Transporte

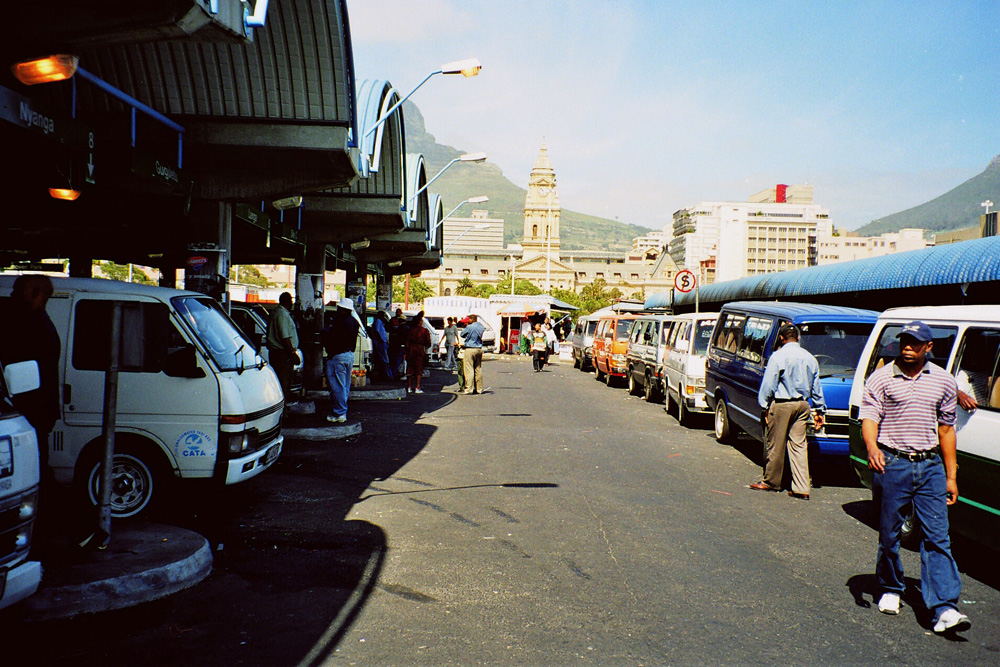
Parada de taxis minibús de Ciudad del Cabo

El sector del transporte en Sudáfrica contribuye con el 10.8 % de las emisiones totales de gases de efecto invernadero del país. Aparte de las emisiones directas, las emisiones indirectas a través de la producción y el transporte de combustibles también generan emisiones sustanciales. El transporte por carretera, en particular, contribuye aproximadamente a las tres cuartas partes de las emisiones totales del transporte.

## Impactos en el medio ambiente natural

### Cambios de temperatura y clima
Ha habido diferentes confirmaciones sobre los efectos del cambio climático en Sudáfrica con una rápida disminución en la caída de lluvia y notados niveles de temperatura altos. Se espera que el cambio climático eleve las temperaturas en Sudáfrica entre dos y tres grados Celsius para mediados de siglo y entre tres y cuatro grados Celsius para fines de siglo en un escenario intermedio.

Mapa de clasificación climática de Köppen actual / pasado de Sudáfrica para 1980-2016.
Mapa de la clasificación climática de Köppen prevista para Sudáfrica para 2071‑2100.

## Impactos en las personas

### Impactos económicos

#### Agricultura
Se espera que la agricultura se vea afectada negativamente por las sequías, la reducción de las precipitaciones, las plagas y otros cambios en el medio ambiente debido al cambio climático. Las temperaturas más altas en Sudáfrica y la menor cantidad de precipitaciones darán como resultado recursos hídricos limitados y cambios en la humedad del suelo, lo que provocará una disminución de la productividad de las tierras de cultivo.
Algunas predicciones muestran que el suministro de agua superficial podría disminuir en un 60 % para el año 2070 en partes del Cabo Occidental . Para revertir el daño causado por la mala gestión de la tierra, el gobierno ha apoyado un esquema que promueve el desarrollo sostenible y el uso de los recursos naturales.
La producción de maíz, que contribuye a una mayoría del 36 % del valor bruto de los cultivos de campo de Sudáfrica, también ha experimentado efectos negativos debido al cambio climático. El valor estimado de la pérdida, que toma en consideración escenarios con y sin efecto de fertilización por dióxido de carbono oscila entre decenas y cientos de millones de tierras.

#### Turismo
Sudáfrica tiene un sector turístico importante. Este es un sector sensible al cambio climático. La principal preocupación de Sudáfrica se extiende al desarrollo de planes de mitigación de la pobreza como resultado del cambio climático en Sudáfrica. El turismo instó a los responsables políticos de África a mejorar las oportunidades laborales, el crecimiento económico y apoyar a las diferentes industrias. Hay diferentes desafíos críticos que enfrenta el sector del turismo en Sudáfrica y eso fue principalmente el resultado de los efectos del cambio climático. En este sentido, es importante notar que el gobierno nacional de Sudáfrica comenzó a implementar nuevas políticas de turismo y clima para superar los desafíos.

### Impactos en la salud
Existe evidencia de que el cambio climático tendrá impactos negativos en la salud pública en Sudáfrica, especialmente debido a la alta proporción de personas vulnerables. Ya existe una alta carga de enfermedad en Sudáfrica vinculada a factores de estrés ambiental y el cambio climático exacerbará muchos de estos problemas sociales y ambientales. Se prevé que el cambio climático amenace la salud pública a través del aumento del estrés por calor, el aumento de las enfermedades transmitidas por vectores y las enfermedades infecciosas, el empeoramiento de los fenómenos meteorológicos extremos, la disminución de la seguridad alimentaria y el aumento del estrés por la salud mental. Una encuesta de literatura sobre adaptación y salud pública de 2019 encontró que «el volumen y la calidad de la investigación son decepcionantes y desproporcionados con respecto a la amenaza que representa el cambio climático en Sudáfrica».

## Mitigación
El gobierno de Sudáfrica se ha comprometido a alcanzar un pico de emisiones de CO2 entre 2020 y 2025. Sudáfrica ha acordado trabajar con otros signatarios del Acuerdo de París para mantener los aumentos de temperatura por debajo de 2°C. Sin embargo, observadores independientes han calificado las acciones actuales del gobierno como insuficientes. En parte, esta falta de acción está relacionada con la empresa estatal de servicios públicos Eskom, que es responsable de gran parte de la operación de carbón en el país. Del mismo modo, la economía es una de las más intensivas en energía del mundo, aunque no ha establecido objetivos de mitigación para la industria. Catalizar las finanzas y la inversión para la transición a una economía y una sociedad bajas en carbono es un desafío importante para Sudáfrica. Como todos los países que son parte del Acuerdo de París, Sudáfrica informará su inventario de gases de efecto invernadero a la CMNUCC al menos cada dos años a partir de 2024 a más tardar.

## Adaptación
El gobierno de Sudáfrica redactó su Estrategia Nacional de Adaptación al Cambio Climático (NCCAS) en 2019. Esta estrategia presenta una visión para adaptarse al cambio climático y aumentar la resiliencia en el país. Describe las áreas prioritarias para lograr esta visión, que incluye recursos hídricos, agricultura y silvicultura comercial, salud, biodiversidad y ecosistemas, asentamientos humanos y reducción del riesgo de desastres. Esta estrategia también fue desarrollada para actuar sobre el compromiso del país con sus obligaciones en el Acuerdo de París bajo la Convención Marco de las Naciones Unidas sobre el Cambio Climático (CMNUCC).

## Sociedad y Cultura

### Conciencia pública
La conciencia popular sobre estos impactos potenciales aumentó con la sequía de 2018-2020 en África austral y la posterior crisis del agua en Ciudad del Cabo.